# Fast Auroral Snapshot Explorer
Fast Auroral Snapshot Explorer zkráceně FAST byla vědecká družice určená k výzkumu procesů v plazmatu v okolí Země a vliv procesů v ní probíhajících na polární záře v zemské atmosféře. Byla postavena v Goddardově kosmickém středisku jako součást programu Small Explorer (SMEX). Vypuštěna byla pomocí nosné rakety Pegasus XL 21. srpna 1996. Vědecká data byla získávána až do 1. května 2009 a družice nadále slouží pro testovací účely.

## Popis

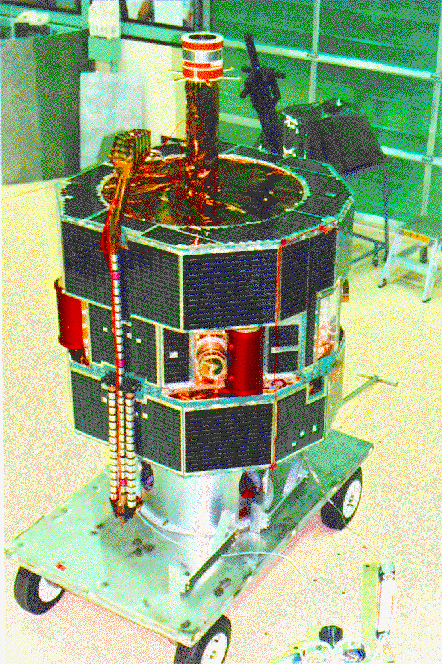
Fast Auroral Snapshot Explorer v Goddardově kosmickém středisku

Základní těleso družice je vyrobeno z hliníku a má tvar osmibokého hranolu. V podélné ose vystupují z obou podstav antény magnetometrů a v rovině rotace jsou antény měřičů elektrických a magnetických polí. Všechny přístroje jsou umístěny na přístrojové palubě v rovině rotace. Družice je stabilizována rotací 12 otáček za minutu. Plášť družice je pokryt solárními panely, které se skládají z 8225 jednotlivých článků a celkově pokrývají plochu 2,58 m². Články typu GaAs/Ge jsou 0,14 mm silné a navíc jsou pokryty 60 milimetrů silnou vrstvou krycího skla, které je chrání před vysokými dávkami radiace. Panely musí být také odstíněny, aby jimi produkovaná elektrická a magnetická pole neovlivňovala palubní přístroje. Výkon panelů se pohybuje od 60 do 130 wattů, podle aktuálního úhlu dopadu slunečních paprsků. K uchování energie je určena 9 amperhodinová NiCd baterie. Na palubě je velmi rychlá velkokapacitní polovodičová paměť (kapacita 1 Gbit, rychlost záznamu 8 Mbit/s), umožňující studium velmi rychlých procesů.

### Přístrojové vybavení
- ESA (Electrostatic Analyzers) – Jsou elektrostatické analyzátory elektronů a iontů. Družice nese celkem 16 analyzátorů, které jsou umístěny po obvodu jejího tělesa tak, aby pokryly celých 360°. Měřící rozsah je 4 eV až 30 keV pro elektrony a 3 eV až 25 keV pro ionty.
- TEAMS Time-of-flight Energy Angle Mass Spectrograph – Hmotový spektrometr pokrývající zorné pole 360°×8°. Dokáže měřit hlavní typy iontů jako jsou H+, He+, He++, O+, O2+ a NO+. Snímkování trvá 2,5 sekundy, tedy polovinu otáčky družice kolem osy. Rozsah měření je 1,2 eV až 12 keV.
- Magnetic Field Sensors – Je tříosý cívkový magnetometr. Skládá se z stejnosměrného fluxgate magnetometru a střídavého magnetometru s měřicí cívkou. Měřící cívka poskytuje data ve frekvenčním rozsahu 10 Hz až 2,5 kHz ve dvou osách a třetí osa rozšiřuje citlivost nad 500 kHz.
- Electric Field Sensors – Je kombinovaný analyzátor elektrického pole a langmuirovy sondy pro měření hustoty a teploty plazmatu. Senzory jsou umístěny na kabelech o délkách 28 a 23 metrů. Senzory mohou pracovat ve dvou režimech, buď jako analyzátory elektrických polí, nebo jako langmuirovy sondy pro měření hustoty plazmatu. Elektrická pole jsou detekována pomocí měření napětí mezi dvojicí senzorů. Přístroj je schopen analyzovat elektrické signály až do frekvence dvou MHz.